# جامعة ليدا
جامعة ليدا (بالإسبانية: Universitat de Lleida) هي جامعة مقرها في مدينة لاردة ، كاتالونيا، إسبانيا. كانت أول جامعة في كاتالونيا وتاج أراغون. تأسست في عام 1300. تم تجديدها في 12 ديسمبر 1991 بموجب قانون أقره البرلمان الكتالوني، إلى جانب البناء المركزي التاريخي الواقع في رامبلا دراجو، تمت إضافة مبانٍ جديدة إليه.

## التاريخ
تأسست الجامعة عام 1300 بأمر من خايمي الثاني ملك أراغون. نظرًا لكونها الجامعة الوحيدة في تاج أراغون، بدأت مدينة ليدا في النمو حيث جاء مواطنين من جميع أنحاء المملكة إليها لتلقي التعليم العالي.

## التعليم
تقدم جامعة ليدا 38 درجة بكالوريوس مختلفة في 14 مجالًا، تتراوح من الزراعة والغابات إلى العلوم الطبيعية والرياضيات. المجال الذي يقدم أكبر مجموعة من برامج البكالوريوس هو برامج الهندسة والتكنولوجيا، والتي تقدم سبع درجات بكالوريوس مختلفة. تعد الجامعة مؤسسة رائدة في إسبانيا للبحث والتعليم في مجالات الهندسة الزراعية وتكنولوجيا الأغذية والغابات. وهي الجامعة الوحيدة في كتالونيا التي تقدم خدمات الغابات.

تقدم الجامعة أيضًا ما مجموعه 29 برنامج ماجستير في 12 مجالًا، مع سبع درجات ماجستير في برنامج التعليم والتدريب، مما يجعلها أكثر المجالات تنوعًا للدراسات العليا. إضافة إلى ذلك منحت الجامعة دكتوراه فخرية لشخصيات بارزة مثل خافيير بيريز دي كويلار، وجون إليوت، ستانلي إم غولدبرغ، و ثيودور هـ. هسياو، تقديرًا لإنجازهم. 

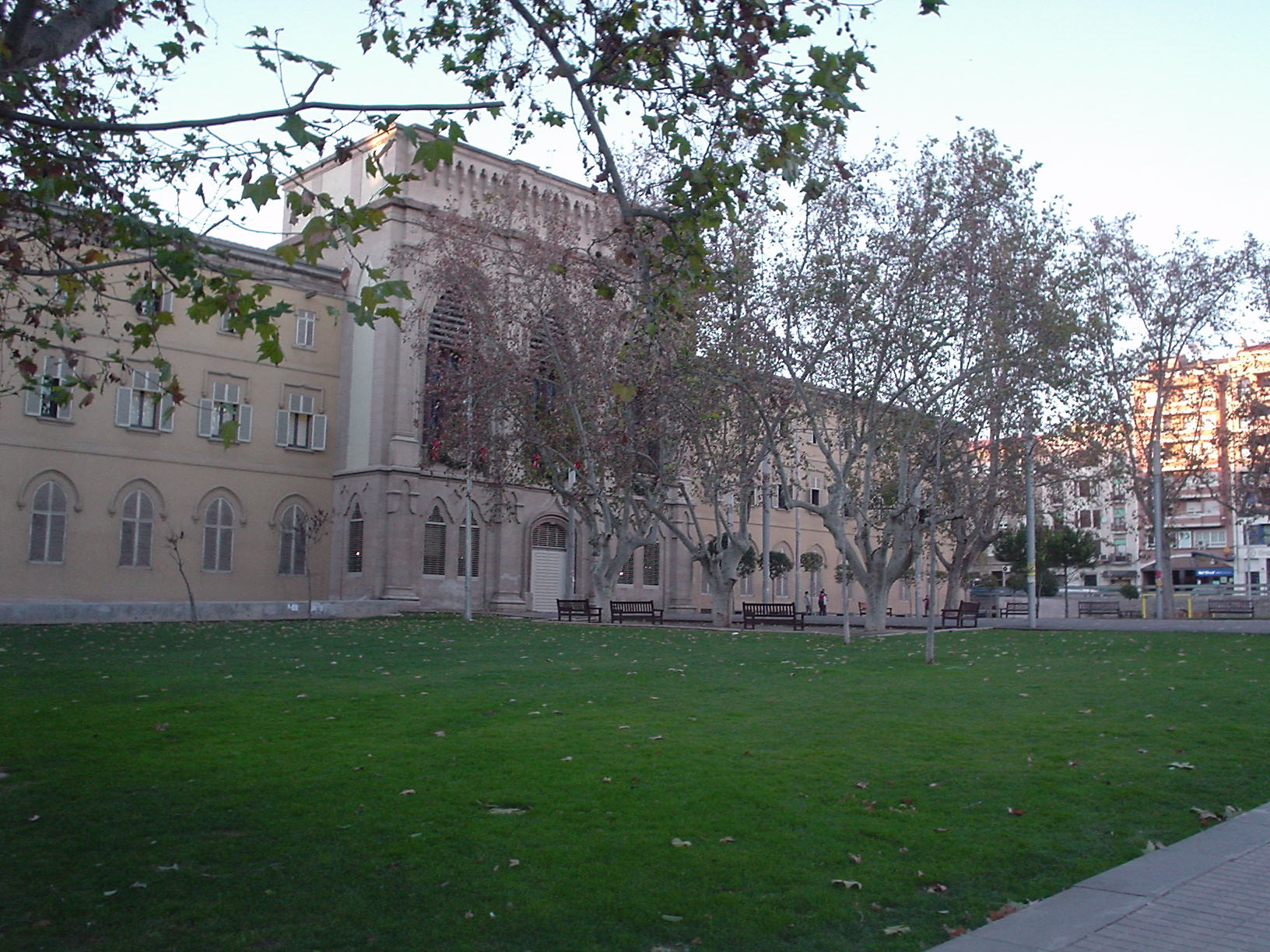
حرم رامبلا دراجو

## الحرم الجامعي
تنقسم الجامعة إلى 5 حرم جامعي، أحدها في مدينة إيغوالادا. كل حرم جامعي مقسم كذلك إلى مدارس وكليات. تضم الجامعة 26 قسمًا تعليميًا. كما يوجد بها 3 مراكز بحثية تابعة في مجالات الهندسة الزراعية، والعلوم الطبية، والغابات. 

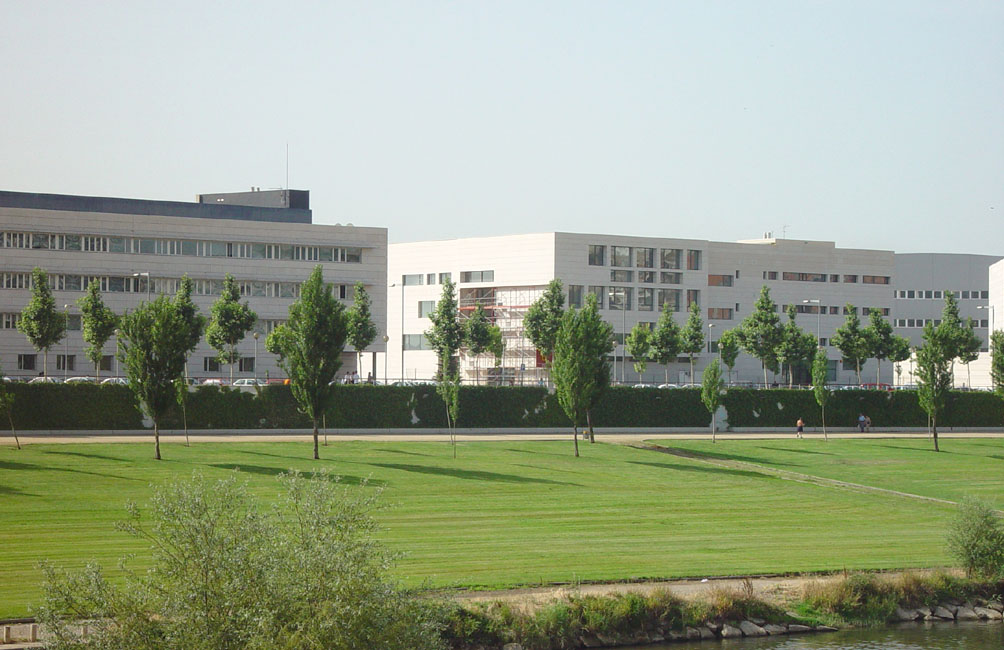
حرم كابونت